# Serhij Stachowskyj
Serhij Eduardowytsch Stachowskyj (ukrainisch Сергій Едуардович Стаховський, englisch Sergiy Eduardovych Stakhovsky [serˈɦiɪ̯ stɑˈxɔu̯sʲkɪɪ̯], * 6. Januar 1986 in Kiew, Ukrainische SSR, Sowjetunion) ist ein ehemaliger ukrainischer Tennisspieler.

## Karriere & Leben
Der Rechtshänder begann 2003 seine Profikarriere und gewann auf der ATP World Tour vier Einzel- und drei Doppeltitel. In der Saison 2008 entschied er im Frühjahr das Turnier in Zagreb für sich, obwohl er erst als Lucky Loser ins Hauptfeld kam, und gegen Ende des Jahres gemeinsam mit Potito Starace den Doppeltitel in Moskau gewinnen. 2009 gelang ihm dann, wiederum in Russland, beim Turnier in St. Petersburg sein zweiter Einzelerfolg. Im Juni 2010 gewann er im niederländischen 's-Hertogenbosch seinen dritten ATP-Titel, seinen ersten auf Rasen, und verbesserte sich damit in die Top 50 der ATP-Weltrangliste. Seinen vierten Einzeltitel errang er im August 2010 in New Haven. Im Februar 2011 gewann Stachowskyj zusammen mit Michail Juschny in Dubai erstmals einen Titel der Kategorie ATP World Tour 500. 2013 sorgte er in Wimbledon für Aufsehen, als er Titelverteidiger Roger Federer in der zweiten Runde in vier Sätzen bezwang.
Ab 2006 spielte er für die ukrainische Davis-Cup-Mannschaft; in seinen 55 Davis-Cup-Partien konnte er 34 Siege feiern. Im Januar 2022 beendete er nach dem Ausscheiden bei den Australian Open seine Karriere.

## Persönliches
Stachowskyj ist mit einer Russin verheiratet, hat drei Kinder und lebt seit 2014 in der ungarischen Hauptstadt Budapest. Seit 2018 ist er Winzer mit eigenem Anbaugebiet in der Region der Karpatenukraine im Westen des Landes im Grenzgebiet zu Ungarn, der Slowakei und Rumänien.
Mit dem Angriff Russlands auf die Ukraine im Februar 2022 schloss sich Stachowskyj als Freiwilliger der Territorialverteidigung den Reservisten der ukrainischen Streitkräfte zur Verteidigung von Kiew an. Er kämpfte als Soldat in Bachmut und Awdijiwka.

## Erfolge
| Legende (Anzahl der Siege)                      |
| Grand Slam                                      |
| ATP World Tour Finals                           |
| ATP World Tour Masters 1000                     |
| ATP World Tour 500 (1)                          |
| ATP International Series ATP World Tour 250 (7) |
| ATP Challenger Tour (26)                        |

| ATP-Titel nach Belag |
| Hartplatz (5)        |
| Sand (0)             |
| Rasen (3)            |

### Einzel

#### Turniersiege

##### ATP World Tour
| Nr. | Datum            | Turnier          | Belag         | Finalgegner      | Ergebnis        |
| --- | ---------------- | ---------------- | ------------- | ---------------- | --------------- |
| 1.  | 1. März 2008     | Zagreb           | Hartplatz (i) | Ivan Ljubičić    | 7:5, 6:4        |
| 2.  | 1. November 2009 | St. Petersburg   | Hartplatz (i) | Horacio Zeballos | 2:6, 7:68, 7:67 |
| 3.  | 19. Juni 2010    | ’s-Hertogenbosch | Rasen         | Janko Tipsarević | 6:3, 6:0        |
| 4.  | 28. August 2010  | New Haven        | Hartplatz     | Denis Istomin    | 3:6, 6:3, 6:4   |

##### ATP Challenger Tour
| Nr. | Datum              | Turnier    | Belag     | Finalgegner       | Ergebnis        |
| --- | ------------------ | ---------- | --------- | ----------------- | --------------- |
| 1.  | 10. August 2008    | Segovia    | Hartplatz | Thiago Alves      | 7:5, 7:64       |
| 2.  | 18. August 2013    | Kasan      | Hartplatz | Waleri Rudnew     | 6:2, 6:3        |
| 3.  | 20. Juli 2014      | Binghamton | Hartplatz | Wayne Odesnik     | 6:4, 7:69       |
| 4.  | 28. September 2014 | Orléans    | Hartplatz | Thomaz Bellucci   | 6:2, 7:5        |
| 5.  | 28. Mai 2016       | Seoul      | Hartplatz | Lu Yen-hsun       | 4:6, 6:3, 7:67  |
| 6.  | 13. August 2017    | Portorož   | Hartplatz | Matteo Berrettini | 6:74, 7:66, 6:3 |
| 7.  | 24. Juni 2018      | Ilkley     | Rasen     | Oscar Otte        | 6:4, 6:4        |

### Doppel

#### Turniersiege

##### ATP World Tour
| Nr. | Datum            | Turnier | Belag         | Partner           | Finalgegner                               | Ergebnis            |
| --- | ---------------- | ------- | ------------- | ----------------- | ----------------------------------------- | ------------------- |
| 1.  | 12. Oktober 2008 | Moskau  | Hartplatz (i) | Potito Starace    | Stephen Huss Ross Hutchins                | 7:64, 2:6, [10:6]   |
| 2.  | 13. Juni 2010    | Halle   | Rasen         | Michail Juschny   | Martin Damm Filip Polášek                 | 4:6, 7:5, [10:7]    |
| 3.  | 26. Februar 2011 | Dubai   | Hartplatz     | Michail Juschny   | Jérémy Chardy Feliciano López             | 4:6, 6:3, [10:3]    |
| 4.  | 21. Juli 2019    | Newport | Rasen         | Marcel Granollers | Marcelo Arévalo Miguel Ángel Reyes Varela | 6:710, 6:4, [13:11] |

##### ATP Challenger Tour
| Nr. | Datum              | Turnier     | Belag         | Partner              | Finalgegner                                | Ergebnis           |
| --- | ------------------ | ----------- | ------------- | -------------------- | ------------------------------------------ | ------------------ |
| 1.  | 9. August 2003     | Samarqand   | Sand          | Viktor Bruthans      | Pawel Iwanow Darko Mađarovski              | 6:2, 6:4           |
| 2.  | 20. März 2005      | Sarajevo    | Hartplatz (i) | Michal Mertiňák      | Lukáš Dlouhý Jan Vacek                     | 6:78, 6:2, 6:2     |
| 3.  | 3. Juli 2005       | Córdoba     | Hartplatz     | Uladsimir Waltschkou | Nicolas Mahut Gilles Müller                | 7:5, 5:7, 6:1      |
| 4.  | 27. November 2005  | Prag        | Teppich (i)   | Filip Polášek        | James Auckland Jasper Smit                 | 6:3, 3:6, 7:65     |
| 5.  | 19. November 2006  | Dnipro      | Hartplatz (i) | Orest Tereschtschuk  | Marco Chiudinelli Lovro Zovko              | 6:4, 6:0           |
| 6.  | 31. März 2007      | Fès         | Sand          | Orest Tereschtschuk  | Rabie Chaki Mounir El Aarej                | 6:3, 6:3           |
| 7.  | 29. Juli 2007      | Recanati    | Hartplatz     | Fabio Colangelo      | Yu Xinyuan Zeng Shaoxuan                   | 1:6, 7:63, [10:7]  |
| 8.  | 11. Mai 2008       | Ostrava (1) | Sand          | Tomáš Zíb            | Jan Hernych Igor Zelenay                   | 7:66, 3:6, [14:12] |
| 9.  | 14. September 2008 | Orléans (1) | Hartplatz (i) | Lovro Zovko          | Jean-Claude Scherrer Igor Zelenay          | 7:67, 6:4          |
| 10. | 29. September 2013 | Orleans (2) | Hartplatz (i) | Illja Martschenko    | Ričardas Berankis Franko Škugor            | 7:5, 6:3           |
| 11. | 17. Mai 2014       | Bordeaux    | Sand          | Marc Gicquel         | Ryan Harrison Alex Kuznetsov               | kampflos           |
| 12. | 22. März 2015      | Irving      | Hartplatz     | Robert Lindstedt     | Benjamin Becker Philipp Petzschner         | 6:4, 6:4           |
| 13. | 23. Oktober 2016   | Ningbo      | Hartplatz     | Jonathan Eysseric    | Stefan Kozlov Akira Santillan              | 6:4, 7:64          |
| 14. | 12. Mai 2017       | Qarshi      | Hartplatz     | Denys Moltschanow    | Kevin Krawietz Adrián Menéndez             | 6:4, 7:67          |
| 15. | 5. August 2017     | Segovia     | Hartplatz     | Adrián Menéndez      | Roberto Ortega Olmedo David Vega Hernández | 4:6, 6:3, [10:7]   |
| 16. | 8. September 2018  | Cassis      | Hartplatz     | Matt Reid            | Marc-Andrea Hüsler Gonçalo Oliveira        | 6:2, 6:3           |
| 17. | 1. Mai 2021        | Ostrava (2) | Sand          | Marc Polmans         | Andrew Paulson Patrik Rikl                 | 7:64, 3:6, [10:7]  |
| 18. | 8. Mai 2021        | Prag        | Sand          | Marc Polmans         | Ivan Sabanov Matej Sabanov                 | 6:3, 6:4           |
| 19. | 13. November 2021  | Bratislava  | Hartplatz (i) | Filip Horanský       | Denys Moltschanow Alexander Nedowessow     | 6:4, 6:4           |